# Apostolepis quirogai
Apostolepis quirogai là một loài rắn trong họ Colubridae. Loài này được Giraudo & Scrocchi miêu tả khoa học đầu tiên năm 1998.